# (20391) 1998 KT55
A (20391) 1998 KT55 a Naprendszer kisbolygóövében található aszteroida. A LINEAR projekt keretében fedezték fel 1998. május 23-án.